# Касіхара
Касіхара (яп. 橿原市, かしはらし, касіхара сі) — місто в Японії, у центрально-західній частині префектури Нара.
Засноване 11 лютого 1956 року шляхом злиття таких населених пунктів:
- містечка Яґі повіту Такаїті (高市郡八木町),
- містечка Імаї (今井町),
- містечка Унебі (畝傍町),
- села Масуґа (真菅村),
- села Камокімі (鴨公村),
- села Мімінасі повіту Сікі (磯城郡耳成村).

Касіхара лежить на рівнинній місцевості, у Нарській западині.
Місто називають «музеєм стародавньої історії Японії» через велику концентрацію історичних пам'яток і місцевостей, пов'язаних із заснуванням японської держави. На території Касіхари розташовані «три гори Ямато» — Мімінасі, Унебі та Аменокаґу, оспівані в давньояпонській антології віршів «Манйосю»; велике синтоїстське святилище Касіхара, споруджене на місці однойменного палацу, що був заснований першим легендарним Імператором Японії Дзімму; руїни стародавньої столиці Фудзівара-кьо, одного з політично-культурних центрів періоду Асука.
Основу економіки Касіхари становлять комерція та туризм. Більшість крамниць розміщена на території колишнього містечка Яґі. Основний туристичний район — квартал Імаї, в якому збережено атмосферу японського міста періоду Едо.